# 醫療事故鑑定委員會
醫療事故鑑定委員會（葡萄牙語：Comissão de Perícia do Erro Médico）是中華人民共和國澳門特別行政區根據第5/2016號法律《醫療事故法律制度》與第3/2017號行政法規《醫療事故鑑定委員會》設立的法定合議性機構，負責對本地醫療事故事件進行技術鑑定與專業評估。委員會於2017年2月20日正式成立，隸屬衛生局，並由其提供行政及技術支援。
委員會的成立旨在建立一套具專業性與獨立性的醫療事故鑑定機制，以提升醫療爭議處理的透明度與公信力，並促進醫患雙方在處理事故時的理性溝通與判斷。

## 沿革
澳門特別行政區政府於2016年通過《醫療事故法律制度》，首次以立法形式規範醫療事故處理程序，並明文設立醫療事故鑑定委員會，作為獨立的技術鑑定機構。
2017年，配套的行政法規正式頒佈，委員會於同年2月下旬正式啟動運作，負責受理鑑定申請、展開調查並提交鑑定報告。委員會的設立旨在提升醫療爭議處理的專業性與透明度。
2017年12月6日，行政長官簽署第465/2017號批示，授權委員會主席額外權限；另第52/2017號批示核准工作證樣式。
2017年，委員會受理82宗個案，其中完成5宗醫療事故技術鑑定，正式鑑定1宗屬實案例，並完成24次調查聽證與一次現場勘查。

## 職能
醫療事故鑑定委員會是澳門特別行政區依法設立的技術性鑑定機構，專責處理與醫療事故有關的專業評估。其核心職能包括：
- 對是否構成醫療事故作出技術性鑑定；
- 決定進行對編製鑑定報告屬必要的調查和檢查；
- 編製具法律效力的《鑑定報告》；
- 審議所有就診者因醫療服務提供者的作為或不作為感到受損害而提出的異議和投訴；
- 審議醫療服務提供者所提出的異議和投訴
- 對交由其審議的事宜發表意見；
- 通過其內部規章；
- 法律或規章所賦予的其他職權。

委員會在執行職責時具有獨立性，不受外部機關、團體或個人的干預。其鑑定結論可供法院、衛生當局或有關當事人作為專業判斷依據。